# Sredisjte
Sredisjte (Bulgaars: Средище, Turks: Beypinar) is een dorp in het noordoosten van Bulgarije. Zij is gelegen in de gemeente Kaïnardzja in de oblast Silistra. Het dorp ligt ongeveer 30 km ten zuidoosten van Silistra en 362 km ten noordoosten van de hoofdstad Sofia. 

## Bevolking
De telling van 1934 registreerde 1.459 inwoners. Dit aantal bereikte in 1975 een hoogtepunt met 2.153 personen. Sindsdien loopt het bevolkingsaantal langzaam maar geleidelijk terug. Op 31 december 2019 werden er 1.342 inwoners geteld.  Het dorp heeft een relatief gunstige leeftijdsopbouw. Van de 1.370 inwoners die in februari 2011 werden geregistreerd, waren er 306 jonger dan 15 jaar oud (22%), terwijl er 142 inwoners van 65 jaar of ouder werden geteld (10%).
Van de 1.370 inwoners reageerden er 1.293 op de optionele volkstelling van 2011. De Roma vormden met 679 personen, oftewel 52,5%, de grootste bevolkingsgroep in het dorp. Verder werden er 306 Bulgaarse Turken (23,7%) en 278 etnische Bulgaren (21,5%) geteld.
| Etnische samenstelling van de respondenten (2011) | Etnische samenstelling van de respondenten (2011) | Etnische samenstelling van de respondenten (2011) | Etnische samenstelling van de respondenten (2011) | Etnische samenstelling van de respondenten (2011) |
| ------------------------------------------------- | ------------------------------------------------- | ------------------------------------------------- | ------------------------------------------------- | ------------------------------------------------- |
|                                                   |                                                   |                                                   |                                                   |                                                   |
| Bulgaren                                          | Bulgaren                                          |                                                   | 21,5%                                             | 21,5%                                             |
| Turken                                            | Turken                                            |                                                   | 23,7%                                             | 23,7%                                             |
| Roma                                              | Roma                                              |                                                   | 52,5%                                             | 52,5%                                             |
| Anders/Onbekend                                   | Anders/Onbekend                                   |                                                   | 2,3%                                              | 2,3%                                              |